# San Francisco Ocotlán
San Francisco Ocotlán es una junta auxiliar del municipio mexicano de Coronango, ubicado a una distancia de 15 kilómetros al noreste de la ciudad de Puebla de Zaragoza, capital del Estado homónimo.  
Forma parte del municipio de Coronango, y de la Zona metropolitana de Puebla-Tlaxcala. Según el Conteo de Población y Vivienda de 2010 llevado a cabo por el Instituto Nacional de Estadística y Geografía tiene una población total de 51,636 habitantes. Se dice que en algún momento, junto a San Miguel Xoxtla ambos formaron parte del territorio del municipio de Tlaltenango.
San Francisco Ocotlán, es conocido por la batalla que tuvo lugar el día 8 de marzo de 1858 en las Lomas de Ocotlán entre los estados de Puebla y Tlaxcala.
En el marco de la rebelión conservadora nacida en la población de Zacapoaxtla, Puebla, se lleva a cabo el 8 de marzo de 1856 La batalla de Ocotlán, en las Lomas de Ocotlán Entre los estados de Puebla y Tlaxcala, ahí después de que los sublevados dirigidos por el poblano Antonio Haro y Tamariz y acompañado por conservadores de la talla de Miguel Miramos y Luis G Osollo tomarán la capital poblana al grito de religión y fueros, el entonces presidente mexicano Ignacio Comonfort logró reunir un ejército de 12 000 en la villa de Guadalupe y llegó el 1 de marzo a San Martín Texmelucan Desde donde lanzó una proclama íntimando la rendición.
Los conservadores, para evitar que la ciudad fuera atacada directamente, salieron al encuentro de las fuerzas del gobierno y chocaron en las Lomas de Ocotlán A las 8 de la mañana el día 8 de marzo, ahí poco a poco las fuerzas de Comonfort fueron superando las numéricamente inferiores tropas rebeldes, el presidente intentando flanquear a las fuerzas de Haro y Tamariz ordenó al general Tomas Moreno con su caballería avanzar y rodear al enemigo, pero la maniobra no se pudo dar por un puente que estaba dinamitado, abrumados por el avance de las fuerzas del gobierno Haro pidió parlamento y a las 10 de la mañana se toco alto al fuego, en la reunión que se da Comonfort ofrece garantías a los sublevados si estos se rinden, pero Antonio Haro pide tres horas para poder plantear la situación a sus comandantes, pero en vez de eso aprovechan e inician una retirada a la Ciudad de Puebla, cuando el presidente se percató de eso intento perseguir al enemigo pero no pudo darle alcance.
Ya en plan de vencedor Comonfort avanzó sobre Puebla a la que sitio y obligó a la rendición el 23 de marzo dando fin a la rebelión de Zacapoaxtla y siendo esta un movimiento precursor de la guerra de reforma que solo un año y medio después estallara.
- Datos: Q85007070